# Culicoides xanifer
Culicoides xanifer är en tvåvingeart som beskrevs av Wirth och Blanton 1968. Culicoides xanifer ingår i släktet Culicoides och familjen svidknott. Inga underarter finns listade i Catalogue of Life.